# Система футбольних ліг Болгарії
Чемпіонат Болгарії з футболу — болгарський футбольний турнір для визначення чемпіона Болгарії з футболу. Участь беруть усі офіційно зареєстровані футбольні команди Болгарії, поділені на окремі групи, поділені на п'ять рівнів у структурі чемпіонату. У кожній групі команди двічі за сезон грають проти всіх своїх суперників — як господарі і як гості.

## Історія
Проведення турніру з визначення чемпіона Болгарії почалося в 1924 році. Тоді розпочався Державний чемпіонат, який проводився у форматі на виліт, оскільки команди, які брали участь у ньому, були переможцями у відповідних регіональних групах.
У 1948 році було прийнято рішення про створення Республіканської футбольної групи «А» як вищого дивізіону країни. У 1950 році був створений другий рівень болгарського футболу — Республіканська футбольна група «Б». У 1959 році були офіційно структуровані нижчі рівні чемпіонату на чолі з футбольною групою «В».
Встановлена структура (з невеликими змінами протягом багатьох років) проіснувала до 2000 року. Потім експериментально була створена Вища ліга з 14 команд, яка замінила групу «А», а Першу лігу замість Групи «Б». Однак ця структура проіснувала лише три роки — у 2003 році знову відновлено стару структуру з Групою «А» з 16 командами.
У 2016 році назви та структуру груп змінено на Першу, Другу, Третю та Регіональні аматорські футбольні ліги.

## Структура
Структура футбольного чемпіонату (також званого пірамідою чемпіонату) — це вертикальне розташування рівнів усіх футбольних ліг, офіційно організованих Болгарським футбольним союзом, Професіональною футбольною лігою та Аматорською футбольною лігою.
У нинішньому форматі чемпіонат Болгарії складається з 66 груп, розділених на 5 рівнів:
| «А» ОФГ Велико Тирново «А» ОФГ Видин «А» ОФГ Враца А1 «А» ОФГ Враца А2 «А» ОФГ Габрово «А» ОФГ Ловеч «А» ОФГ Монтана «А» ОФГ Плевен | «А» ОФГ Благоєвград «Бістриця» «А» ОФГ Благоєвград «Места» «А» ОФГ Кюстенділ Осогово «А» ОФГ Кюстенділ Рила «А» ОФГ Пазарджик «А» ОФГ Перник Схід «А» ОФГ Перник Зах «А» ОФГ Софія (столиця) Півн «А» ОФГ Софія (столиця) Півд «А» ОФГ Софія Схід «А» ОФГ Софія Захід | «А» ОФГ Варна «А» ОФГ Добрич Зах «А» ОФГ Добрич Схід «А» ОФГ Разград Схід «А» ОФГ Разград Зах «А» ОФГ Русе Схід «А» ОФГ Русе Захід «А» ОФГ Сілістра Схід «А» ОФГ Сілістра Захід «А» ОФГ Тирговище «А» ОФГ Шумен Півн «А» ОФГ Шумен Південь | «А» ОФГ Бургас «А» МОФГ Кярджалі / Смолян «А» ОФГ Пловдив «А» ОФГ Слівен «А» ОФГ Стара Загора «А» ОФГ Гасково «А» ОФГ Ямбол |

| «Б» ОФГ Велико Тирново Півн «Б» ОФГ Велико Тирново Півд «Б» ОФГ Плевен Схід «Б» ОФГ Плевен Центр «Б» ОФГ Плевен Зах «Б» ОФГ Монтана | «Б» ОФГ Благоєвград Струма 1 «Б» ОФГ Благоєвград Струма 2 «Б» ОФГ Благоєвград Места Сх «Б» ОФГ Благоєвград Места Зах «Б» ОФГ Пазарджик Півн «Б» ОФГ Пазарджик Південь | «Б» ОФГ Варна «Б» ОФГ Бургас Схід «Б» ОФГ Бургас Центр «Б» ОФГ Пловдив Сх «Б» ОФГ Пловдив Зах «Б» ОФГ Пловдив Півн «Б» ОФГ Пловдив Півд «Б» ОФГ Ямбол |